# Mercator (kráter)

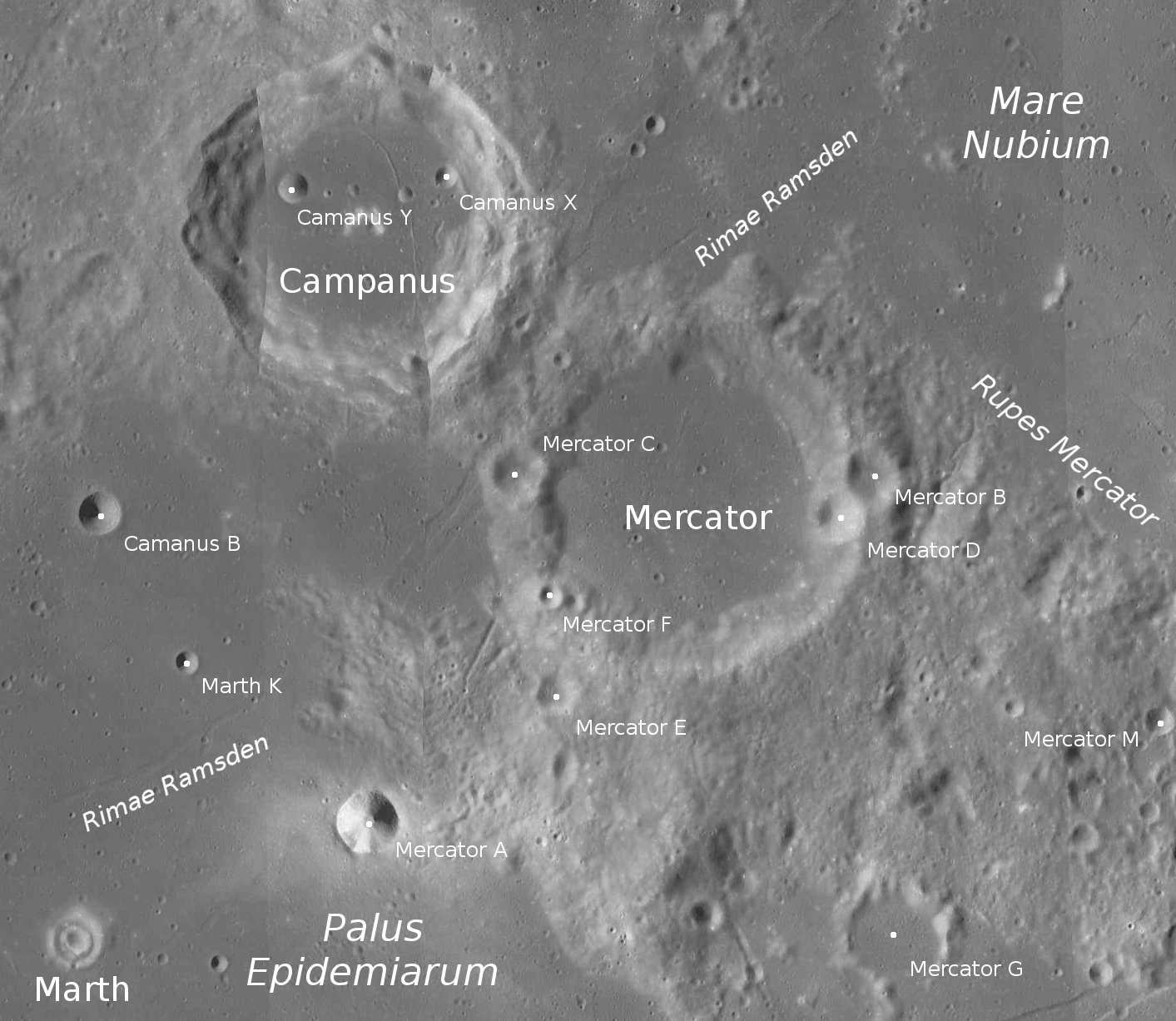
Poloha kráteru Mercator.

Mercator je kráter bez centrálního vrcholku sousedící se severozápadně situovaným přibližně stejně velkým kráterem Campanus na přivrácené straně Měsíce. Tato dvojice tvoří předěl mezi Mare Nubium (Moře mraků) a Palus Epidemiarum (Bažina epidemií). Východně od Mercatora se nachází po něm pojmenovaný zlom Rupes Mercator a v blízkosti se nachází i síť měsíčních brázd Rimae Ramsden.
Mercator má průměr 47 km a v minulosti byl zaplaven lávou, která zatuhla. Jeho dno je tedy nyní relativně ploché. Okrajový val je poměrně členitý.
Jihozápadně od něj se nachází v Bažině epidemií zajímavý malý kráter s dvojitým okrajovým valem Marth. Severovýchodně leží v Moři mraků lávou zatopený Kies.

## Název
Pojmenován je podle vlámského kartografa a matematika Gerharda Mercatora, autora Mercatorova zobrazení hojně užívaného v mapách.

## Satelitní krátery
V okolí se nachází několik dalších kráterů. Ty byly označeny podle zavedených zvyklostí jménem hlavního kráteru a velkým písmenem abecedy.
| Mercator | Sel. šířka | Sel. délka | Průměr |
| -------- | ---------- | ---------- | ------ |
| A        | 30.6° J    | 27.8° Z    | 9 km   |
| B        | 29.1° J    | 25.1° Z    | 8 km   |
| C        | 29.1° J    | 26.9° Z    | 8 km   |
| D        | 29.3° J    | 25.3° Z    | 7 km   |
| E        | 30.0° J    | 26.8° Z    | 5 km   |
| F        | 29.6° J    | 26.8° Z    | 4 km   |
| G        | 31.1° J    | 25.0° Z    | 14 km  |
| K        | 30.6° J    | 22.7° Z    | 4 km   |
| L        | 30.7° J    | 23.5° Z    | 4 km   |
| M        | 30.2° J    | 23.6° Z    | 4 km   |